# Победнице светских првенстава у атлетици у дворани — 1.500 метара
Победнице светских првенстава у атлетици у дворани  у дисциплини 1.500 метара за жене, која се, у програмима првенстава, налази од такмичења 1985. у Паризу под именом Светске игре у дворани, наведене су у следећој табели са резултатима који су изражени у минутима.

## Табела победница на СП у дворани у трци на 1.500 метара за жене
Стање после СП 2025.
| Светско првенство         |                                  | Резултат    |                                     | Резултат    |                                       | Резултат |
| Париз 1985 детаљи         | Ели ван Хулст · Холандија        | 4:11,41     | Фица Ловин · Румунија               | 4:11,42     | Брит Мекробертс · Канада              | 4:11,83  |
| Индијанополис 1987 детаљи | Дојна Мелинте · Румунија         | 4:05,68 РСП | Татјана Самољенко · Совјетски Савез | 4:07,08     | Светлана Китова · Совјетски Савез     | 4:07,59  |
| Будимпешта 1989 детаљи    | Дојна Мелинте · Румунија         | 4:04,79 РСП | Светлана Китова · Совјетски Савез   | 4:05,71     | Ивоне Маи · Источна Немачка           | 4:06,09  |
| Севиља 1991 детаљи        | Љубов Рогачова · Совјетски Савез | 4:05,09     | Ивана Кубешова · Чехословачка       | 4:06,22     | Тудорита Чиду · Румунија              | 4:06,27  |
| Торонто 1993 детаљи       | Јекатерина Подкопајева · Русија  | 4:09,29     | Виолета Беклеа · Румунија           | 4:09,41     | Сандра Гасер · Швајцарска             | 4:10,99  |
| Барселона 1995. детаљи    | Реџина Џејкобс САД               | 4:12,61     | Карла Сакраменто · Португалија      | 4:13,02     | Мајте Зунига · Шпанија                | 4:16,63  |
| Париз 1997 детаљи         | Јекатерина Подкопајева · Русија  | 4:05,19     | Патрисија Ђате-Талијар · Француска  | 4:06,16     | Лидија Чојецка · Пољска               | 4:06,25  |
| Маебаши 1999. детаљи      | Габријела Сабо · Румунија        | 4:03,23 РСП | Виолета Беклеа-Секељ · Румунија     | 4:03,53     | Лидија Чојецка · Пољска               | 4:05,86  |
| Лисабон 2001. детаљи      | Хасна Бенхаси · Мароко           | 4:10,83     | Виолета Беклеа-Секељ · Румунија     | 4:11,17     | Наталија Горељова · Русија            | 4:11,74  |
| Бирмингам 2003. детаљи    | Реџина Џејкобс САД               | 4:01,67 РСП | Кели Холмс Уједињено Краљевство     | 4:02,66     | Јекатерина Носкова-Розенберг · Русија | 4:02,80  |
| Будимпешта 2004. детаљи   | Кутре Дулеча · Етиопија          | 4:06,40     | Кармен Дума-Хусар · Канада          | 4:08,18     | Гулнара Галкина · Русија              | 4:08,26  |
| Москва 2006. детаљи       | Јулија Фоменко · Русија          | 4:04,70     | Јелена Собољева · Русија            | 4:05,21     | Марјам Јусуф Џамал · Бахреин          | 4:05,53  |
| Валенсија 2008. детаљи    | Гелете Бурка · Етиопија          | 3:59,75 РСП | Марјам Јусуф Џамал · Бахреин        | 3:59,79 АЗР | Данијела Јорданова · Бугарска         | 4:04,19  |
| Доха 2010. детаљи         | Калкидан Гезахегне · Етиопија    | 4:08,14     | Наталија Родригез · Шпанија         | 4:08,30     | Гелете Бурка · Етиопија               | 4:08,39  |
| Инстанбул 2012. детаљи    | Гензебе Дибаба · Етиопија        | 4:05,78     | Марием Алауи Сеисоули · Мароко      | 4:07,78     | Хинд Дехиба · Француска               | 4:10,30  |
| Сопот 2014. детаљи        | Абеба Арегави · Шведска          | 4:00,61     | Аксумавит Ембаје · Етиопија         | 4:07,12     | Никол Сифуентес · Канада              | 4:07,61  |
| Портланд 2016. детаљи     | Сифан Хасан · Холандија          | 4:04,96     | Давит Сејаум · Етиопија             | 4:05,30     | Гудаф Цегај · Етиопија                | 4:05,71  |
| Бирмингем 2018. детаљи    | Гензебе Дибаба · Етиопија        | 4:05,27     | Лора Мјур Уједињено Краљевство      | 4:06,23     | Сифан Хасан · Холандија               | 4:07,26  |
| Београд 2022. детаљи      | Гудаф Цегај · Етиопија           | 3:57,19 РСП | Аксумавит Ембаје · Етиопија         | 4:02,29     | Хирут Мешеша · Етиопија               | 4:03,39  |
| Глазгов 2024. детаљи      | Фревењи Хаилу · Етиопија         | 4:01,46     | Ники Хилц · САД                     | 4:02,32     | Емили Мекеј · САД                     | 4:02,69  |
| Нанкинг 2025. детаљи      | Гудаф Цегај · Етиопија           | 3:54,86 РСП | Дирибе Велтеџи · Етиопија           | 3:59,30     | Џорџија Бел · Уједињено Краљевство    | 3:59,84  |
| Торуњ 2026.               |                                  |             |                                     |             |                                       |          |

Легенда: АЗР = Рекорд Азије у дворани, РСП = Рекорд светских првенстава у дворани
Напомена:
1. ↑  Руска атлетичарка Љубов Кремљова стигла је трећа у времену 4:13,19. Након допинг контроле њен резултат је поништен и одузета јој је бронзана медаља.
2. ↑  Америчка атлетичарка Мери Декер Слејни стигла је друга у времену 4:05,22. Након допинг контроле њен резултат је поништен и одузета јој је сребрна медаља.
3. ↑  Турска атлетичарка Ашли Чакир Алптекин стигла је трећа у времену 4:08,74, а белоруска атлетичарка Наталија Кареива стигла је четврта у времену 4:10,12. Њих две су дисквалификоване због допинга, па је бронзана медаља накнадно додељена француској атлетичарки Хинд Дехиба.

## Биланс медаља на СП у дворани у трци на 1.500 метара за жене
Стање после СП 2025.
|     | Држава               |    |    |    |    |
| --- | -------------------- | -- | -- | -- | -- |
| 1.  | Етиопија             | 8  | 4  | 3  | 15 |
| 2.  | Румунија             | 3  | 4  | 1  | 8  |
| 3.  | Русија               | 3  | 1  | 3  | 7  |
| 4.  | САД                  | 2  | 1  | 1  | 4  |
| 5.  | Холандија            | 2  | 0  | 1  | 3  |
| 6.  | Совјетски Савез      | 1  | 2  | 1  | 4  |
| 7.  | Мароко               | 1  | 1  | 0  | 2  |
| 8.  | Шведска              | 1  | 0  | 0  | 1  |
| 9.  | Уједињено Краљевство | 0  | 2  | 1  | 3  |
| 10. | Канада               | 0  | 1  | 2  | 3  |
| 11. | Шпанија              | 0  | 1  | 1  | 2  |
| 11. | Француска            | 0  | 1  | 1  | 2  |
| 11. | Бахреин              | 0  | 1  | 1  | 2  |
| 14. | Чехословачка         | 0  | 1  | 0  | 1  |
| 14. | Португалија          | 0  | 1  | 0  | 1  |
| 16. | Пољска               | 0  | 0  | 2  | 2  |
| 17. | Источна Немачка      | 0  | 0  | 1  | 1  |
| 17. | Швајцарска           | 0  | 0  | 1  | 1  |
| 17. | Бугарска             | 0  | 0  | 1  | 1  |
|     | Укупно 19 земаља     | 21 | 21 | 21 | 63 |

###### Трка на 1.500 метара у дворани
- Победници светских првенстава у дворани — 1.500 метара за мушкарце
- Победнице европских првенстава у дворани — 1.500 метара за жене
- Победници европских првенстава у дворани — 1.500 метара за мушкарце

###### Трка на 1.500 метара на отвореном
- Освајачице олимпијских медаља у атлетици — 1.500 метара за мушкарце
- Освајачице олимпијских медаља у атлетици — 1.500 метара за жене
- Победнице светских првенстава у атлетици на отвореном — 1.500 метара за жене
- Победници светских првенстава у атлетици на отвореном — 1.500 метара за мушкарце
- Победнице европских првенстава у атлетици на отвореном — 1.500 метара  за жене
- Победници европских првенстава у атлетици на отвореном — 1.500 метара за мушкарце